# 塞尔希奥·柳利
塞尔希奥·柳利（西班牙語：Sergio Llull，1987年11月15日—），西班牙籃球運動員。在場上的位置是控球後衛。他現在效力於西班牙籃球甲級聯賽球隊皇家馬德里籃球俱樂部。他也是西班牙國家籃球隊的一員，參加過2012年倫敦奧運會。

## 外部連結
- 塞尔希奥·柳利的X（前Twitter）
- 塞尔希奥·柳利在fiba.basketball（英语）
- 塞尔希奥·柳利在archive.fiba.com（archived）（英语）
- 塞尔希奥·柳利在歐洲籃球聯賽（英语）
- 塞尔希奥·柳利在西班牙篮球甲级联赛（球員）（西班牙语）
- 塞尔希奥·柳利在Basketball-Reference.com（NBA）（英语）
- 塞尔希奥·柳利在Basketball-Reference.com（國際）（英语）
- 塞尔希奥·柳利在Eurobasket.com（球員）（英语）
- 塞尔希奥·柳利在RealGM（英语）
- 塞尔希奥·柳利在Proballers（英语）
- 塞尔希奥·柳利在Olympics.com（英语）
- 塞尔希奥·柳利在Olympedia（英语）